# Roger Sherman
Roger Sherman (Newton, 1721. április 19. – New Haven, 1793. július 23.) az Amerikai Egyesült Államok szenátora (Connecticut, 1791–1793) és alapító atyája aki aláírta az Amerikai függetlenségi nyilatkozatot, alkotmányt, és a konföderációs cikkelyeket.